# 环毛紫云菜
环毛紫云菜（学名：Strobilanthes cycla）是爵床科紫云菜属的植物，为中国的特有植物。分布于中国大陆的云南等地，生长于海拔2,100米至2,300米的地区，一般生长在林下，目前尚未由人工引种栽培。